# Nikinci
Nikinci (srp. Никинци, mađ. Nyékinca) su selo u Srijemu, u autonomnoj pokrajini Vojvodini, Republika Srbija.

## Zemljopis
Nalaze se na 44° 51′ 4" i 19° 49′ 11" istočne zemljopisne dužine, na 76 m nadmorske visine, 17 km zračnom crtom južno od Rume.
Nikinačko područje se većim dijelom nalazi na srijemskoj prapornoj terasi, a jugoistočni predjeli su na aluvijalnim nanosima.

## Upravna podjela
Upravno pripadaju općini Rumi u Srijemskom okrugu u autonomnoj pokrajini Vojvodini.

## Povijest
Prostor današnjih Nikinaca je bio naseljen još u mlađem brončanom dobu, a kasniji tragovi naseljavanja su iz starog vijeka. Pronađeni su ostatci objekata (vjerojatno villa rustica), kasnoantičke nekropole te razne keramike.
Nikinci se u povijesti prvi put spominju 1338. godine kada je kralj Ugarske i Hrvatske, Karlo Robert, poklonio imanje u donjem Srijemu hrvatskom banu Mikcu. Ondje se nalazilo i malo naselje, koje se tada po novom vlasniku nazvalo "Mikinc". Od ovog imena kasnije je nastalo ime Nikinci.
Turska osvajanja po Europi nisu mimoišla ni Srijem. Iz tog razdoblja je malo ostalo podataka o Nikincima. Pretpostavlja se da su Nikinci u to doba bili spaljeni i opustošeni.
Oslobađanjem Srijema od Turaka u Nikince se vraćaju stanovnici. 1737. godine u Nikince se doselilo oko 1600 katoličkih Albanaca iz bratstva imena Klimenti (druga skupina Klimenata se doselila u Hrtkovce). Osim njih, u Nikince su se doselili i Mađari i Hrvati. Hrvati su bili ratari, pa su dobili zemlju, u čemu ih je poduprla i župa. Klimenti su se vremenom pohrvatili i napustili svoj jezik.
Tijekom vladavine Marije Terezije od 1740. do 1780. godine, sprovodila se od bečkih vlasti organizirana i podupirana kolonizacija Nijemaca koja je išla u valovima.
Od tog razdoblja pa sve do 1944. godine u Nikincima su živjeli: Hrvati, Mađari i Nijemci.
Krajem Drugog svjetskog rata su mjesni Nijemci iselili ili su iseljeni. Kolonizacijom Vojvodine su vlasti u Nikince doselile Srbe. Doseljavanja što su uslijedila kasnije nisu bila organizirana, a doseljavali su samo Srbi, tako da 1961. Srbi postaju većina u Nikincima. Suprotna migracijska kretanja su pokazali Mađari i Hrvati, koji iseljavaju iz Nikinaca. Posljedica je toga da je u Nikincima 1981. godine živelo 2425 stanovnika, od čega postono najviše Srba - 47,5%, Hrvata 20,4% i Mađara 19,6%. Od uk. broja stanovnika, 48,8% su bili muškarci, a 51,2% su bile žene,  prosječne starosti 36,4 godine.
Za vrijeme velikosrpske agresije na Hrvatsku, velikosrbi su sprovodili zastrašivanje hrvatskog i katoličkog stanovništva radi sprovođenja etničkog čišćenja. Tako su četnici Vojislava Šešelja bacili bombe na kuće i u dvorišta mjesnih Hrvata te minirali župnu crkvu

## Promet
Željeznička prometnica poveziva Nikince sa Šapcem. Cestovnom prometnicom su spojeni s Hrtkovcima, Platičevom i Šapcem.

## Stanovništvo
1869.: 703 stanovnika 

1890.: 1534 stanovnika (Mađari, Srbi, Hrvati i Nijemci)

1948.: 2087 

1953.: 2201  

1961.: 2607  

1971.: 2644  

1981.: 2425  

1991.: 2266

2002.: 2408
Po narodnosnom sastavu prema popisu 2002. u Srbiji, u Nikincima je živjelo:
- Srba 69,22%
- Mađara 11,91%
- Hrvata 9,47%
- Jugoslavena 3,11%
- Roma 1,44%
- ostalih 0,94%

## Šport
- nogometni klub Polet
- šahovski klub Nikinci

## Knjige o Nikincima
- Antun Dević: Župe Hrtkovci i Nikinci[4]

## Galerija
- Pravoslavna crkva u Nikincima.
- Katolička crkva u Nikincima.
- Crkva reformiranih.

## Vanjske poveznice
- Nikinci  Arhivirana inačica izvorne stranice od 22. lipnja 2009. (Wayback Machine) na fallingrain.com